# LeRoy Mason
Pour les articles homonymes, voir Mason.
LeRoy Mason (Larimore, dans le Dakota du Nord (États-Unis), 2 juillet 1903 – Los Angeles (Californie), 13 octobre 1947), est un acteur américain .

## Filmographie
- 1924 : Hit and Run : Spectator extra
- 1926 : Born to Battle : Daley
- 1926 : The Arizona Streak : Velvet Hamilton
- 1926 : Lightning Hutch : Frank Proctor
- 1926 : Tom and His Pals : Courtney
- 1926 : Flying High : Lester Swope
- 1927 : Âme errante (Closed Gates) de Phil Rosen : Harvey Newell
- 1928 : Golden Shackles (en) : Herbert Fordyce
- 1928 : The Avenging Shadow : George Brooks, Deputy Warden
- 1928 : The Law's Lash : Pete Logan
- 1928 : Hit of the Show de Ralph Ince : Woody
- 1928 : Revenge : Jorga
- 1928 : Les Vikings (The Viking) de Roy William Neill : Lord Alwin
- 1929 : Bride of the Desert : fugitif
- 1930 : The Woman Who Was Forgotten : Richard Atwell
- 1930 : The Climax : Dr Gardoni
- 1930 : See America Thirst : Attorney
- 1931 : Maker of Men : Chick
- 1932 : The Black Ghost : Buck, wagon scout thug
- 1932 : Texas Pioneers (en) : Mark Collins
- 1932 : Shopworn : Toby
- 1932 : Mason of the Mounted : Calhoun
- 1932 : Merrily We Go to Hell : Guest
- 1932 : The Last Frontier : Buck, chief henchman
- 1933 : Mazie : Paul Barnes
- 1933 : Luxury Liner
- 1933 : King Kong, de Merian C. Cooper et Ernest B. Schoedsack : New Yorker
- 1933 : Phantom of the Air : Mort Crome
- 1933 : The Monkey's Paw : Afghan
- 1933 : Life in the Raw : Lamson's Henchman
- 1933 : The Last Trail : Withers, Henchman
- 1933 : I Loved a Woman : Martha's Coachman
- 1933 : Smoky : Lefty
- 1934 : Are We Civilized? : Paul Franklin Jr.
- 1934 : The Dude Ranger : Dale Hyslip
- 1934 : Redhead : Pretty Boy
- 1934 : Fighting Trooper : Andre La Farge
- 1934 : When a Man Sees Red : Dick Brady
- 1935 : Texas Terror, de Robert N. Bradbury : Joe Dickson
- 1935 : Northern Frontier : Bull Stone
- 1935 : The Mystery Man : The Eel
- 1935 : Rainbow Valley de Robert N. Bradbury : Rogers
- 1935 : Men of Action : The construction engineer
- 1935 : L'Appel de la forêt (The Call of the Wild) : Pimp in Mary's Room
- 1935 : Valley of Wanted Men : Larry Doyle
- 1936 : Black Gold : Henry 'Hank' Langford
- 1936 : Comin' 'Round the Mountain (en) de Mack Wright : Matt Ford
- 1936 : Go-get-'em Haines : Tony Marchetti
- 1936 : The Border Patrolman de David Howard : Courtney Haybrook
- 1936 : Ghost-Town Gold (en) de Joseph Kane : Dirk Barrington
- 1936 : Fury Below : Fred Johnson
- 1937 : California Straight Ahead! : Padula
- 1937 : Round-Up Time in Texas (en) de Joseph Kane : John Cardigan
- 1937 : It Happened Out West : Bert Travis
- 1937 : Yodelin' Kid from Pine Ridge (en) de Joseph Kane : Len Parker
- 1937 : Western Gold d'Howard Bretherton : Fred Foster
- 1937 : Jungle Menace d'Harry L. Fraser : Murphy
- 1937 : Singing Outlaw : Teton Joe Dogarda
- 1937 : La Caravane de l'enfer (The Painted Stallion), d'Alan James, Ray Taylor et William Witney : Alfredo Dupray
- 1938 : The Spy Ring : Paul Douglas
- 1938 : The Painted Trail (en) de Robert F. Hill : Duke Prescott
- 1938 : State Police : Henchman
- 1938 : Air Devils (en) de John Rawlins : Robert Walker
- 1938 : Outlaw Express (en) de George Waggner : Jack Sommers
- 1938 : Gold Mine in the Sky (en) de Joseph Kane : Red Kuzak
- 1938 : Héros de la montagne (en) de George Sherman : Red
- 1938 : West of the Santa Fe : McLain
- 1938 : Rhythm of the Saddle (en) de George Sherman : Jack Pomeroy
- 1938 : Sharpshooters : Second Policeman
- 1938 : Santa Fe Stampede : Mayor Gil Byron
- 1939 : Lure of the Wasteland : Butch Cooper
- 1939 : Mexicali Rose de George Sherman : Blythe
- 1939 : Big Town Czar : Poker Game Robber
- 1939 : Le Bandit du Wyoming (Wyoming Outlaw) de George Sherman : Joe Balsinger
- 1939 : Saved by the Belle : Singapore Joe
- 1939 : The Fighting Gringo : John Courtney
- 1939 : New Frontier : M.C. Gilbert
- 1939 : Overland with Kit Carson : Trapper Baxter
- 1939 : Sky Patrol : Mitch
- 1939 : Topa Topa : Pete Taylor
- 1940 : Viva Cisco Kid : Henchman
- 1940 : Ghost Valley Raiders : Frank Ewing
- 1940 : Shooting High (en) d'Alfred E. Green : Russ, lead bank robber
- 1940 : Rocky Mountain Rangers : King Barton
- 1940 : On the Spot (en) : Smilin' Bill
- 1940 : New Moon : Grant
- 1940 : The Ranger and the Lady : Jane's dance partner
- 1940 : The Range Busters (en) de S. Roy Luby (en) : Torrence
- 1940 : Triple Justice (en) de David Howard : Sheriff Bill Gregory
- 1941 : Across the Sierras (en) : Stringer
- 1941 : Robbers of the Range (en) d'Edward Killy : J.R. Rankin
- 1941 : Silver Stallion (en) : Pascal Nolan
- 1941 : Six-Gun Gold (en) de David Howard : Reynolds, fake Brad Cardigan
- 1941 : The Apache Kid de George Sherman : Nick Barter
- 1941 : Le Dernier des Duane (Last of the Duanes) de James Tinling : Bland Henchman
- 1941 : The Riders of the Purple Sage : Jerry Card
- 1941 : Quel pétard ! (Great Guns), de Monty Banks : Army Captain
- 1941 : Scandale à Honolulu (The Perfect Snob) de Ray McCarey : Witch Doctor
- 1942 : A Gentleman at Heart : Undetermined Role
- 1942 : Western Mail : Jeff Gordon
- 1942 : Sundown Jim de James Tinling : Henchman Brick
- 1942 : The Man Who Wouldn't Die, d'Herbert I. Leeds : Zorah Bey
- 1942 : It Happened in Flatbush : J.C. Scott, Catcher
- 1942 : Jackass Mail : Vigilante
- 1942 : La Cicatrice (The Silver Bullet) de Joseph H. Lewis : Walter Kincaid
- 1942 : Bandit Ranger : Ed Martin
- 1942 : Northwest Rangers (en) de Joseph M. Newman : Croupier
- 1942 : Time to Kill d'Herbert I. Leeds : Rudolph, the headwaiter
- 1943 : Chetniks : Capt. Sava
- 1943 : Murder in Times Square de Lew Landers : Party Guest
- 1943 : Black Hills Express : Bart Cassidy
- 1943 : Blazing Guns (en) de Robert Emmett Tansey : Duke Wade
- 1943 : The Man from the Rio Grande (en) de Howard Bretherton : Surveyor McLane
- 1943 : Overland Mail Robbery : Townsman
- 1943 : Canyon City (en) de �Spencer Gordon Bennet : Webb Hepburn
- 1943 : La Ruée sanglante (In Old Oklahoma) : Promoter
- 1943 : California Joe : Breck Colton
- 1943 : Raiders of Sunset Pass (en) de John English : Henry Judson
- 1944 : Hands Across the Border (en) de Joseph Kane : Sheriff
- 1944 : Captain America : Bates
- 1944 : Lucky Cowboy : Jenkins
- 1944 : Beneath Western Skies de Spencer Bennet : Bull Bricker
- 1944 : Alerte aux marines (The Fighting Seabees), d'Edward Ludwig : Jonesey
- 1944 : Mojave Firebrand : Tracy Dalton, aka Turkey Dameron
- 1944 : Hidden Valley Outlaws (en) d'Howard Bretherton : The Whistler, aka Canary
- 1944 : Outlaws of Santa Fe (en) : 'Trigger' McGurn
- 1944 : Rosie the Riveter : 2d Policeman arresting Rosie
- 1944 : Tucson Raiders : Jeff Stark
- 1944 : The Tiger Woman (en) : Fletcher Walton
- 1944 : Marshal of Reno (en) de Wallace Grissell : Faro Carson
- 1944 : Atlantic City : Roberts
- 1944 : Song of Nevada : Ferguson
- 1944 : The San Antonio Kid (en) d'Howard Bretherton : Walter Garfield
- 1944 : Stagecoach to Monterey : Black Jack Barstow
- 1944 : San Fernando Valley : Matt
- 1944 : My Buddy (en) de Steve Sekely : Scenes Deleted
- 1944 : Vigilantes of Dodge City : Luther Jennings
- 1944 : Firebrands of Arizona de Lesley Selander : P. T. Bailey
- 1945 : Sheriff of Cimarron : Voice (only)
- 1945 : Utah : Man (scenes deleted)
- 1945 : The Lone Texas Ranger : Street Voice
- 1945 : Gangs of the Waterfront (en) : Undetermined role
- 1945 : Federal Operator 99 : Morton [Chs. 1, 9-10]
- 1945 : Sunset in El Dorado : Voice
- 1945 : Dakota (La Femme du pionnier) : Gambler
- 1946 : The Phantom Rider (en) : Fred Carson
- 1946 : Murder in the Music Hall : Policeman
- 1946 : Home on the Range : Dan
- 1946 : King of the Forest Rangers : 'Flush' Haliday, Gambler [Ch. 2]
- 1946 : Sun Valley Cyclone : Voice
- 1946 : Valley of the Zombies : Detective Hendricks
- 1946 : In Old Sacramento : Gambler
- 1946 : One Exciting Week : Policeman
- 1946 : My Pal Trigger : Carson
- 1946 : Night Train to Memphis : Wilson
- 1946 : Red River Renegades : Lon Ballard
- 1946 : Daughter of Don Q : Carlos Manning
- 1946 : G.I. War Brides (en)
- 1946 : Under Nevada Skies : Henchman Marty
- 1946 : Rio Grande Raiders (en) de Thomas Carr : Narrator
- 1946 : Plainsman and the Lady : Bit Role
- 1946 : Sioux City Sue (en) de Frank McDonald : Jim Dudley, Movie Director
- 1946 : Heldorado : Ranger
- 1947 : Apache Rose : Henchman Hilliard
- 1947 : L'Ange et le Mauvais Garçon (Angel and the Badman), de James Edward Grant : Lefty Wilson
- 1947 : Saddle Pals : Traffic Cop
- 1947 : Jesse James Rides Again (en) : Mr. Finlay [Chs. 11-12]
- 1947 : Along the Oregon Trail : Lieutenant Fremont
- 1947 : The Black Widow : Dr Godfrey [Ch. 5]
- 1947 : Under Colorado Skies (en) de R.G. Springsteen : Faro
- 1947 : Bandits of Dark Canyon : Archer's Guard
- 1948 : The Gay Ranchero : Mike
- 1948 : California Firebrand : Luke Hartell